# نفذ رودلف
نفذ رودلف (بالمجرية: Rudolf Péter)‏ (و. 1959  م) هو ممثل، وممثل أفلام مجري، ولد في بودابست.

## التعليم
تعلم في جامعة الفنون المسرحية والسينمائية (حتى 1983)
.

## جوائز
حصل على جوائز منها:
- نيشان الفنون والآداب من رتبة قائد (17 يناير 2013)"Nomination dans l'ordre des Arts et des Lettres janvier 2013 - Ministère de la Culture". مؤرشف من الأصل في 2019-04-15. اطلع عليه بتاريخ 2019-04-15.
- جائزة المنافسة العامة  [لغات أخرى]‏ (1946)

## وصلات خارجية
- نفذ رودلف على موقع IMDb (الإنجليزية)
- نفذ رودلف على موقع ميوزك برينز (الإنجليزية)
- نفذ رودلف على موقع قاعدة بيانات الأفلام السويدية (السويدية)
- نفذ رودلف على موقع قاعدة بيانات الفيلم (الإنجليزية)

- نفذ رودلف في قاعدة بيانات الأفلام على الإنترنت